# Happiness in Slavery
«Happiness in Slavery» es una canción de la banda de rock industrial estadounidense Nine Inch Nails proveniente de su EP de su Broken (1992). Fue lanzado el 12 de noviembre de 1992 como sencillo promocional del EP. 
El título y la temática de la canción viene del prefacio de Jean Paulhan a la novela erótica de 1954 de Pauline Réage, Historia de O. Happiness in Slavery alcanzó el puesto 13 en la lista Billboard Modern Rock Tracks de EE. UU.
La versión de Nine Inch Nails de "Happiness in Slavery" en Woodstock '94, incluida en el álbum recopilatorio del concierto, ganó un Premio Grammy a mejor actuación de metal en 1996. El vídeo musical de la canción fue prohibido casi en todo el mundo por mostrar al artista de performance Bob Flanagan siendo torturado y asesinado por una máquina.

## Video musical
El vídeo musical de "Happiness in Slavery", dirigido por Jon Reiss, se inspiró en la novela de 1899 El Jardín de los Suplicios del autor francés Octave Mirbeau. Este (filmado totalmente en blanco y negro) nos presenta al artista de performance Bob Flanagan entrando a una gran sala y colocando una flor y una vela en un altar. Luego se quita toda la ropa y se lava antes de acostarse en una máquina que lo ata. Largas garras robóticas surgen de la máquina y posteriormente le desgarran la piel y le empalan las manos. Él reacciona con placer cuando esto ocurre. También hay taladros que perforan su piel en varios lugares y dejan que su sangre gotee al suelo debajo, donde hay un jardín que aparentemente está siendo fertilizado con sangre humana. 
Más adelante en el video, grandes trituradoras emergen de la máquina para causar lesiones graves en la piel del hombre. Mientras continúa gritando en una mezcla de placer y dolor, la máquina comienza a destriparlo y finalmente lo mata. Luego envuelve el cuerpo del hombre en un barril de metal y lo tritura para convertirlo en fertilizante para el jardín de abajo. Al final, Trent Reznor, quien había estado cantando la letra dentro de una celda al comienzo del video, ingresa a la habitación y comienza a realizar el mismo ritual que había realizado Flanagan, el video se vuelve negro mientras enciende una vela.
El video fue prohibido casi en todo el mundo una vez lanzado, pero luego se incluyó en el álbum de videos Closure y en la película Broken. Apareció en Too Much 4 Much y en la muestra de videos prohibidos de MuchMusic en su programación habitual. Reznor comentó que el video no fue creado para ser shockeante sino porque "estas eran las imágenes más apropiadas para la canción". Tenía que ver con su libertad artística en ese momento después de su ruptura con TVT Records.

## Lista de canciones
- A1 – «Happiness in Slavery» (versión de Fixed) – 6:09
- A2 – «Happiness in Slavery» (Sherwood Slave remix) – 2:17
- B1 – «Happiness in Slavery» (PK Slavery remix) – 5:41
- B2 – «Happiness in Slavery» (versión de Broken) – 5:21

Apareció un CD promocional con una sola pista en la misma época con la versión que aparece en el EP Broken.